# Wingertsbuckel (Oftersheim)

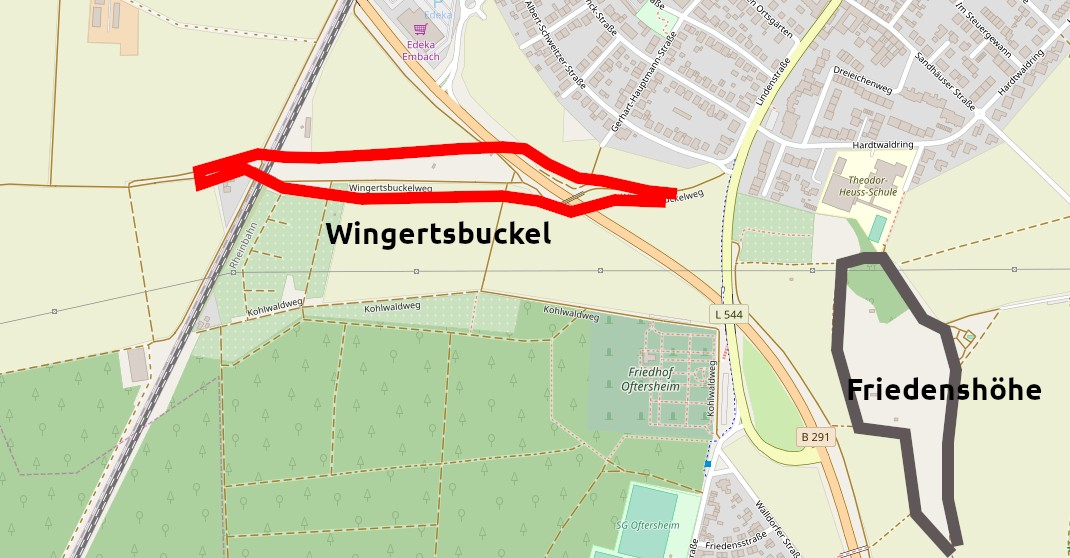
Lage des Wingertsbuckels

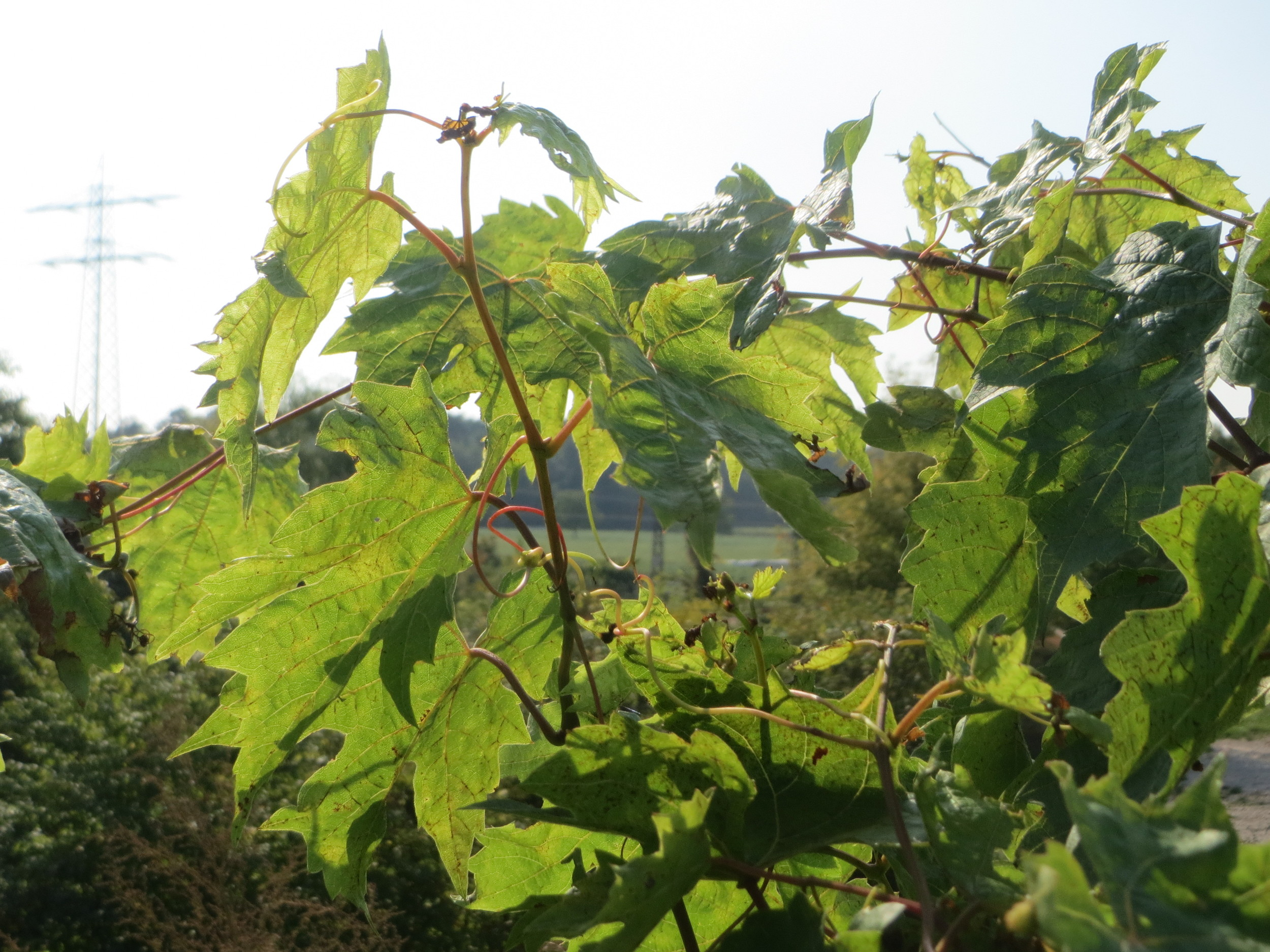
Verwilderter Wein am Südhang des Wingertsbuckels

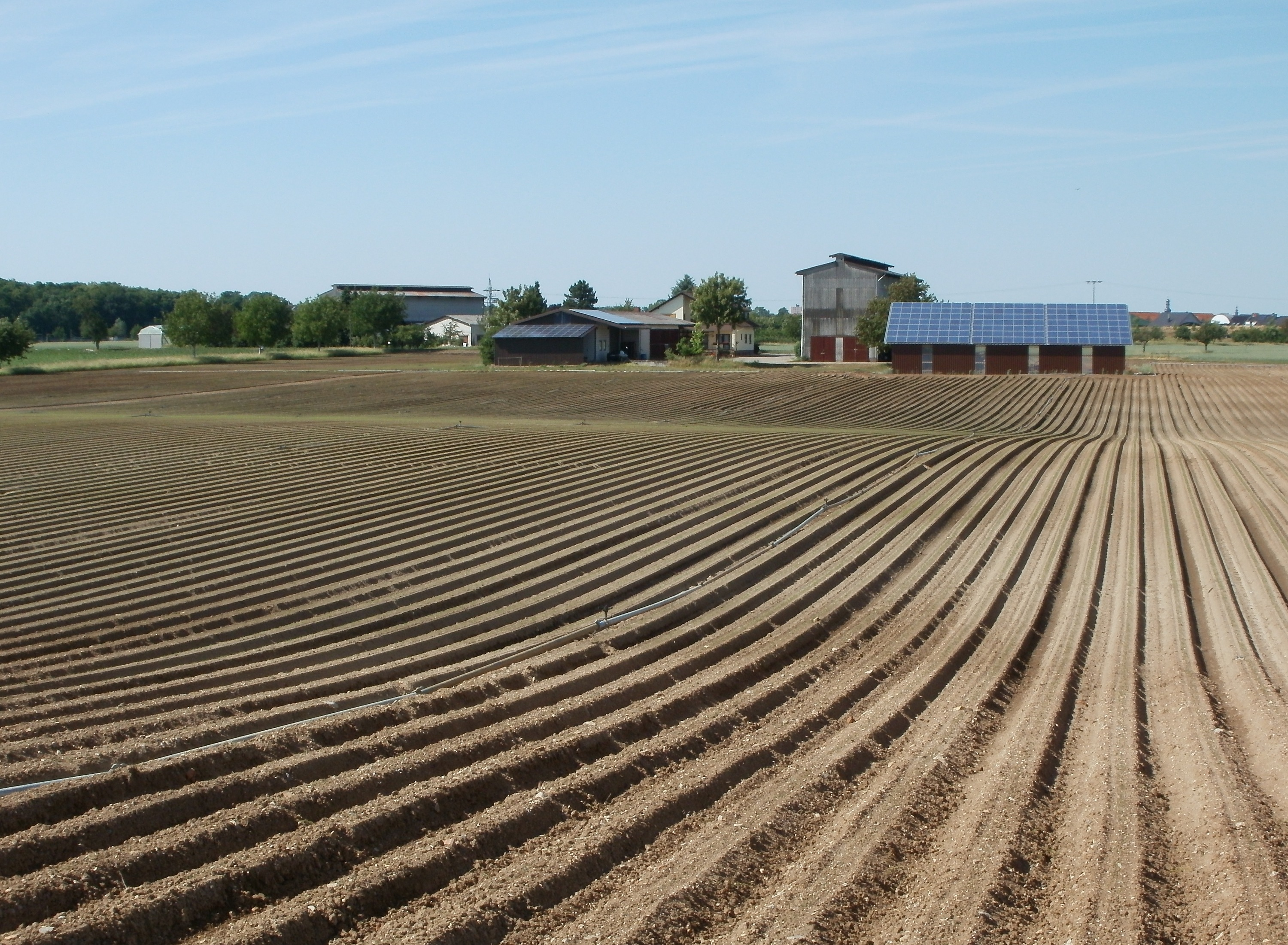
Bodenwelle in einem Acker westlich des Wingertsbuckels, eine stark abgeflachte Binnendüne

Der Wingertsbuckel ist eine gegenüber dem Umland ca. 7 Meter hohe Binnendüne bei Oftersheim (höchster Punkt 109,9 m ü. NHN), die sich ohne Schutzstatus westlich an das Natur- und Landschaftsschutzgebiet Oftersheimer Dünen anschließt. Der Name rührt vom früheren Weinanbau her, der bereits im frühen 20. Jahrhundert eingestellt wurde. Wie an der benachbarten Friedenshöhe findet man hier noch Reste verwilderter Weinberge. Wie die benachbarten Dünen im Schutzgebiet entstand der Wingertsbuckel durch Flugsand am Ende der Eiszeit und gehört zur Dünenkette des Schwetzinger Sandes. Ihre Flanken sind durch die Bahnstrecke Mannheim–Rastatt und die B291 durchschnitten. Der größte Teil der Fläche wird heute landwirtschaftlich genutzt. Im Südwesten schließt sich eine Kleingartensiedlung an. Die Dünenkuppe, die teils zum Abstellen landwirtschaftlicher Maschinen genutzt wird, und das durch die Bahnstrecke Mannheim–Rastatt abgeschnittene westliche Teilstück weisen im Gegensatz zu vielen anderen nicht als Schutzgebiete ausgewiesenen Dünen offene Sandflächen mit typischer Binnendünenvegetation auf. Westlich der Bahnstrecke Mannheim–Rastatt sieht man auf den Ackerflächen noch mehrere Bodenwellen. Diese gehen auf durch die landwirtschaftliche Nutzung stark abgeflachte Dünen zurück.
Der NABU Schwetzingen betreut drei Kleinbiotope am Wingertsbuckel, eine Benjeshecke, den sogenannten NABU-Garten, der als Ausgleichsfläche für eine Kleingartensiedlung angelegt wurde sowie ein Grundstück mit einem Lebensbaum.

## Flora und Fauna
Auf dem Wingertsbuckel finden sich mehrere z. T. seltene charakteristische Binnendünenpflanzen, zu nennen sind insbesondere der Feld-Beifuß, die Steppen-Wolfsmilch und das Ruthenische Salzkraut. Des Weiteren als typische Sand-Magerrasen-Pflanzen der Scharfe Mauerpfeffer, die Sprossende Felsennelke und die Bastard-Luzerne.

### Typische Binnendünen-Pflanzen am Wingertsbuckel

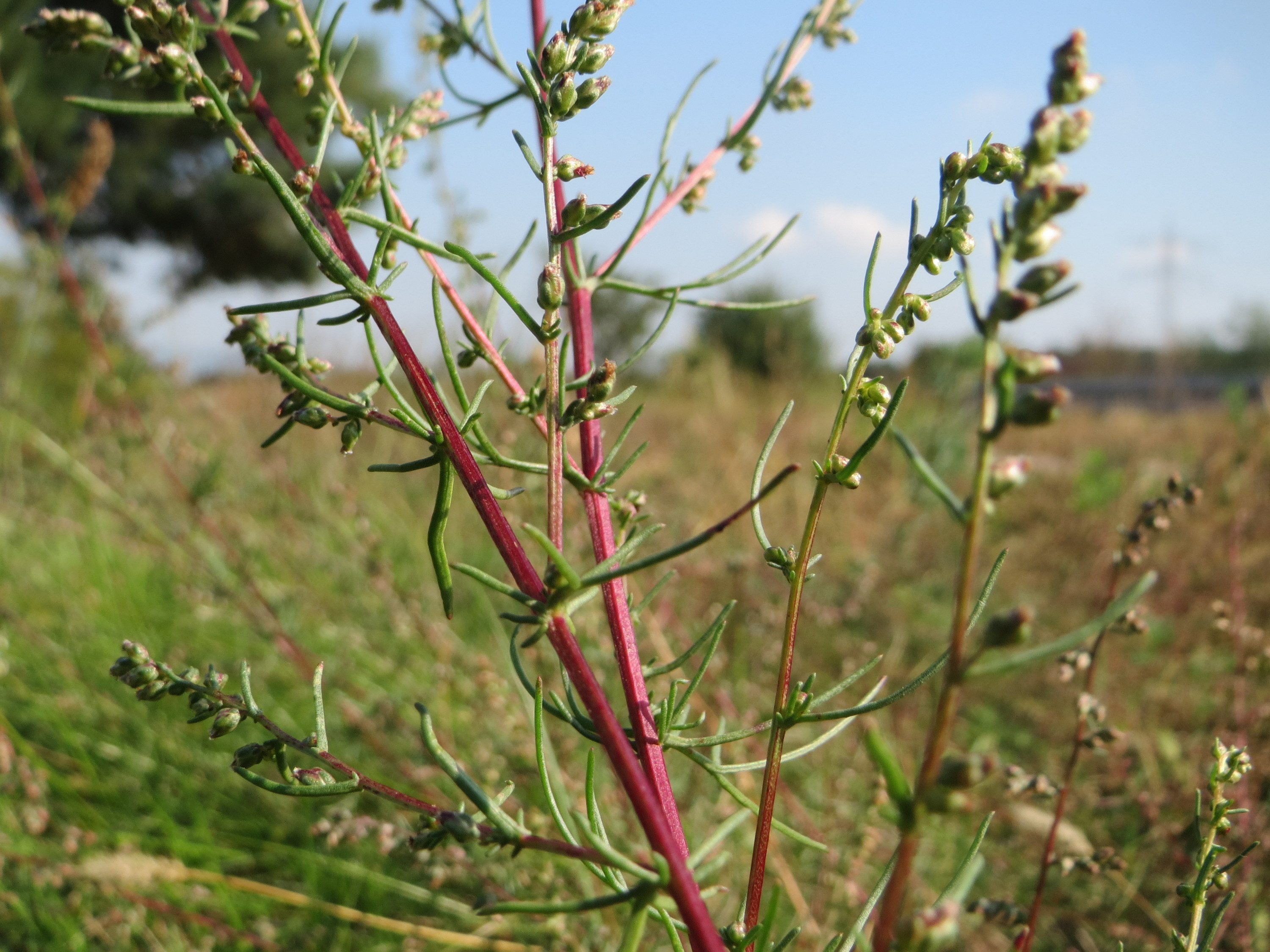
Artemisia campestris
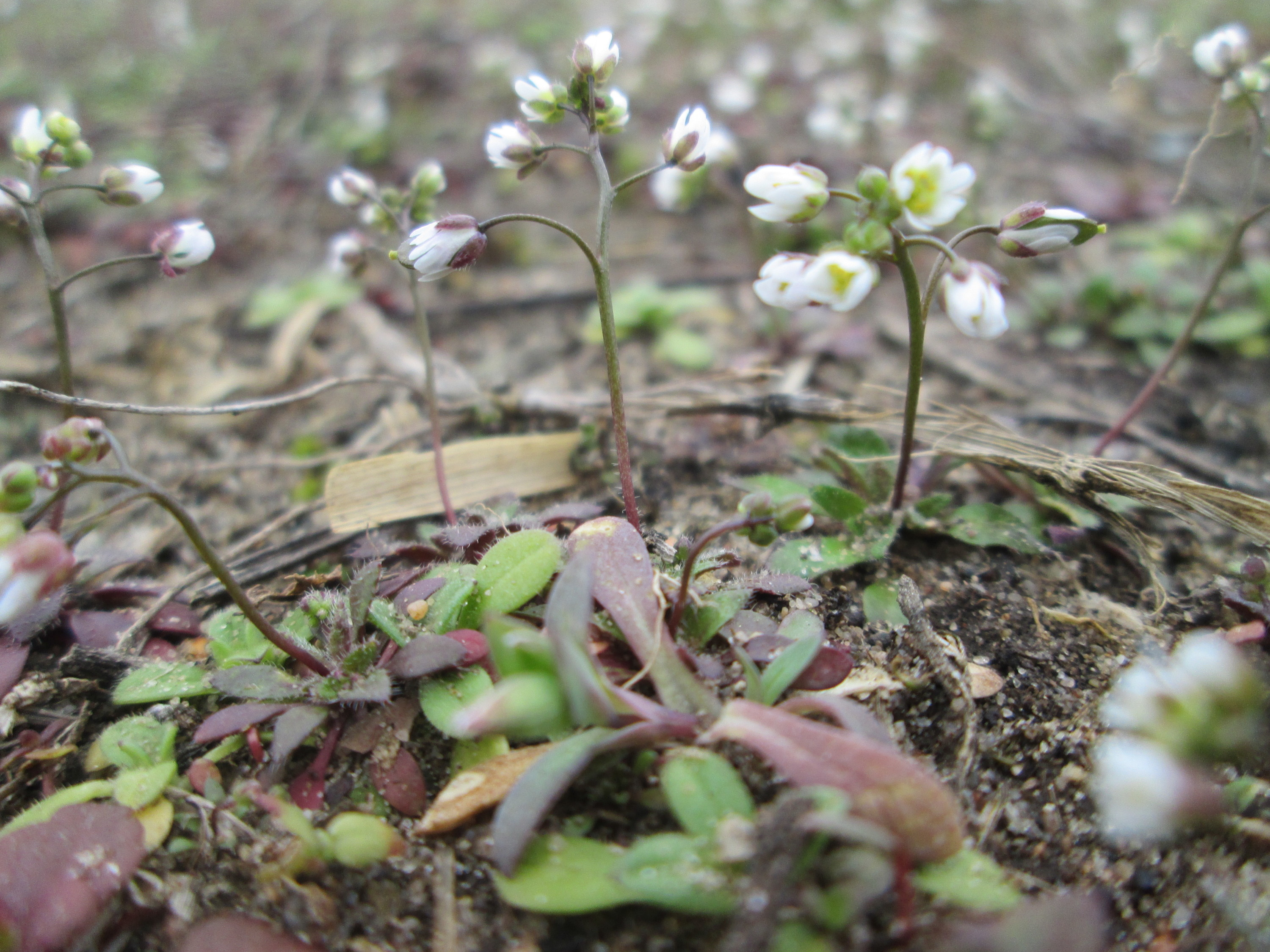
Draba verna
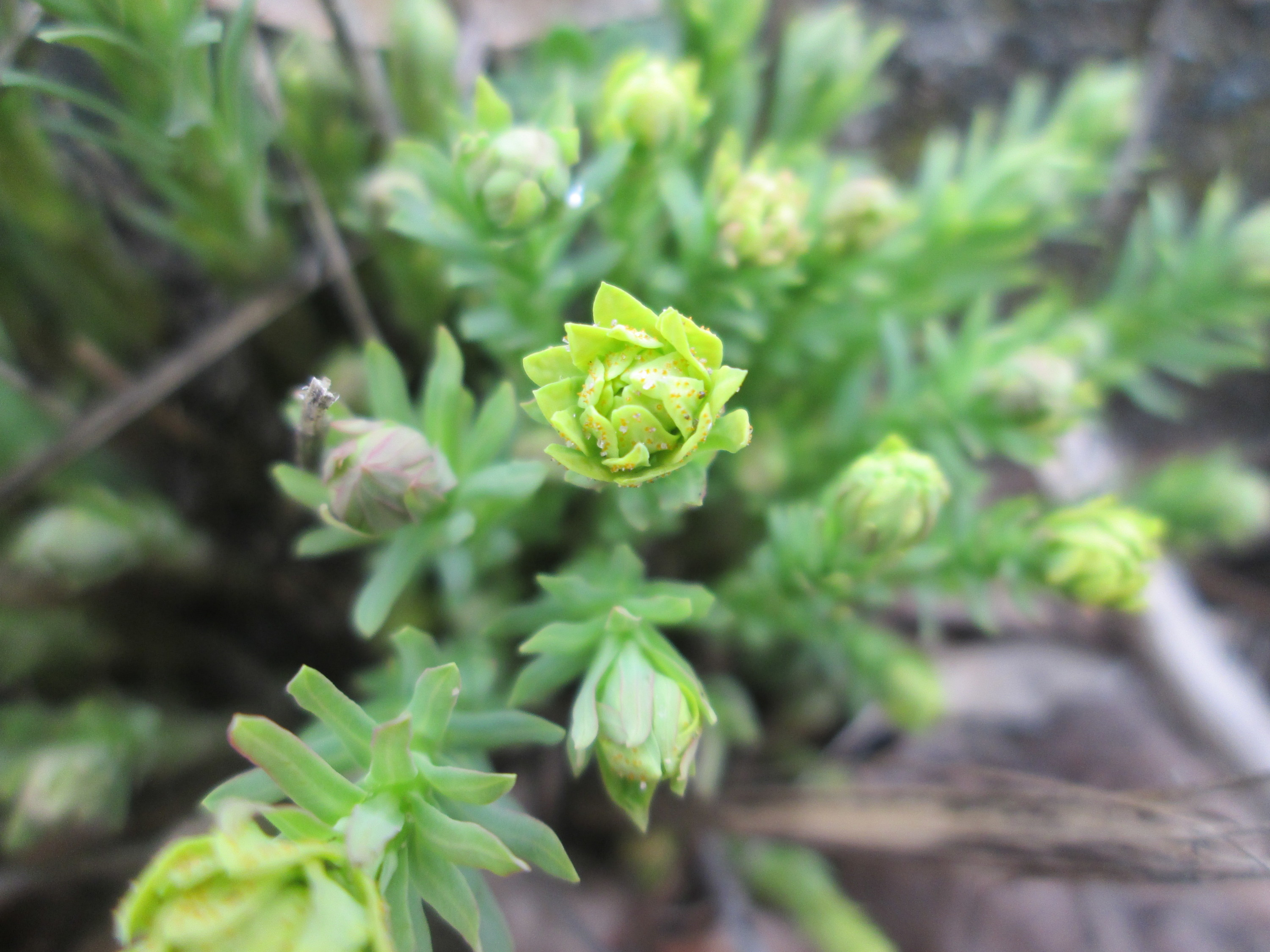
Euphorbia seguieriana
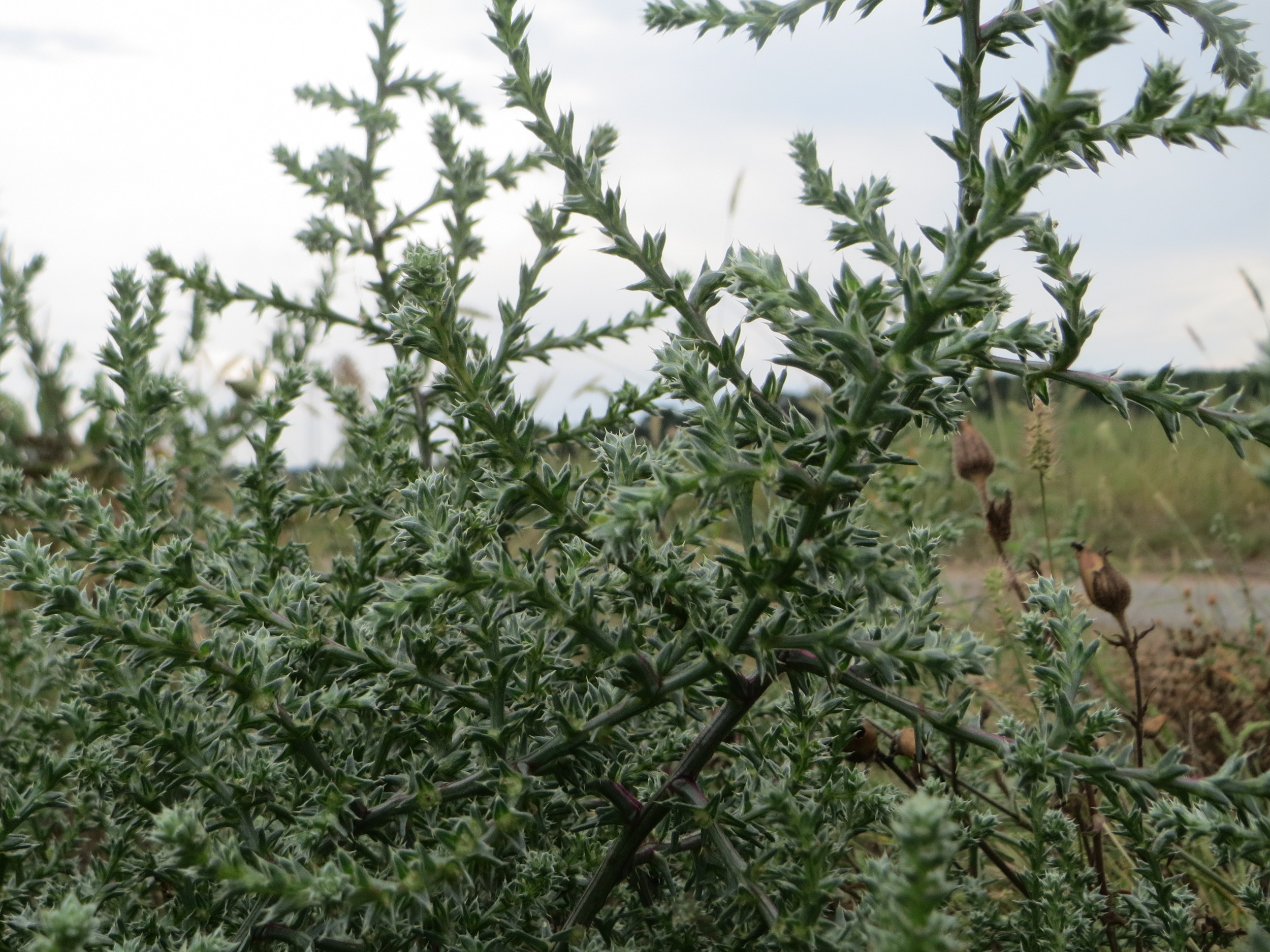
Kali tragus
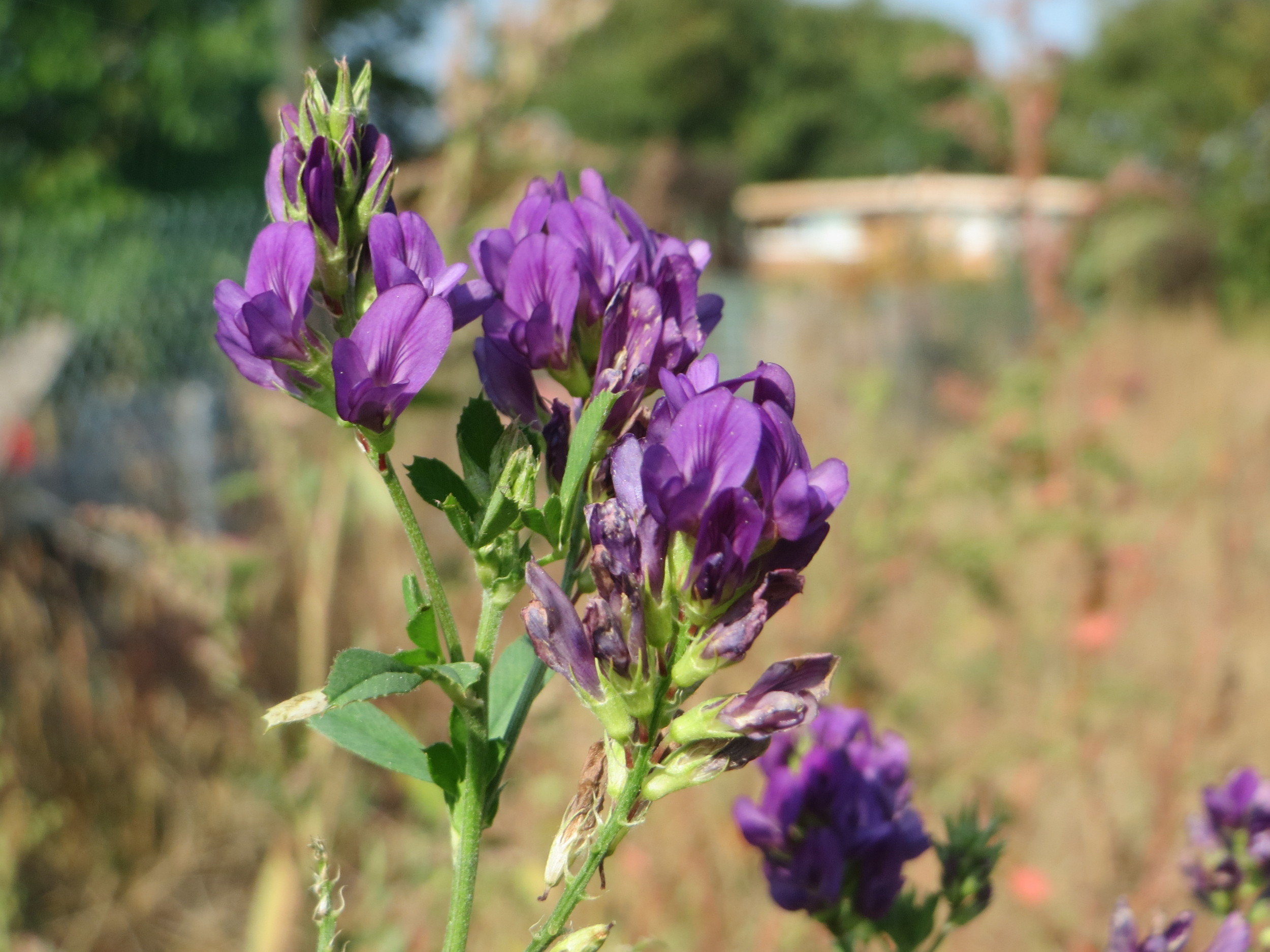
Medicago × varia
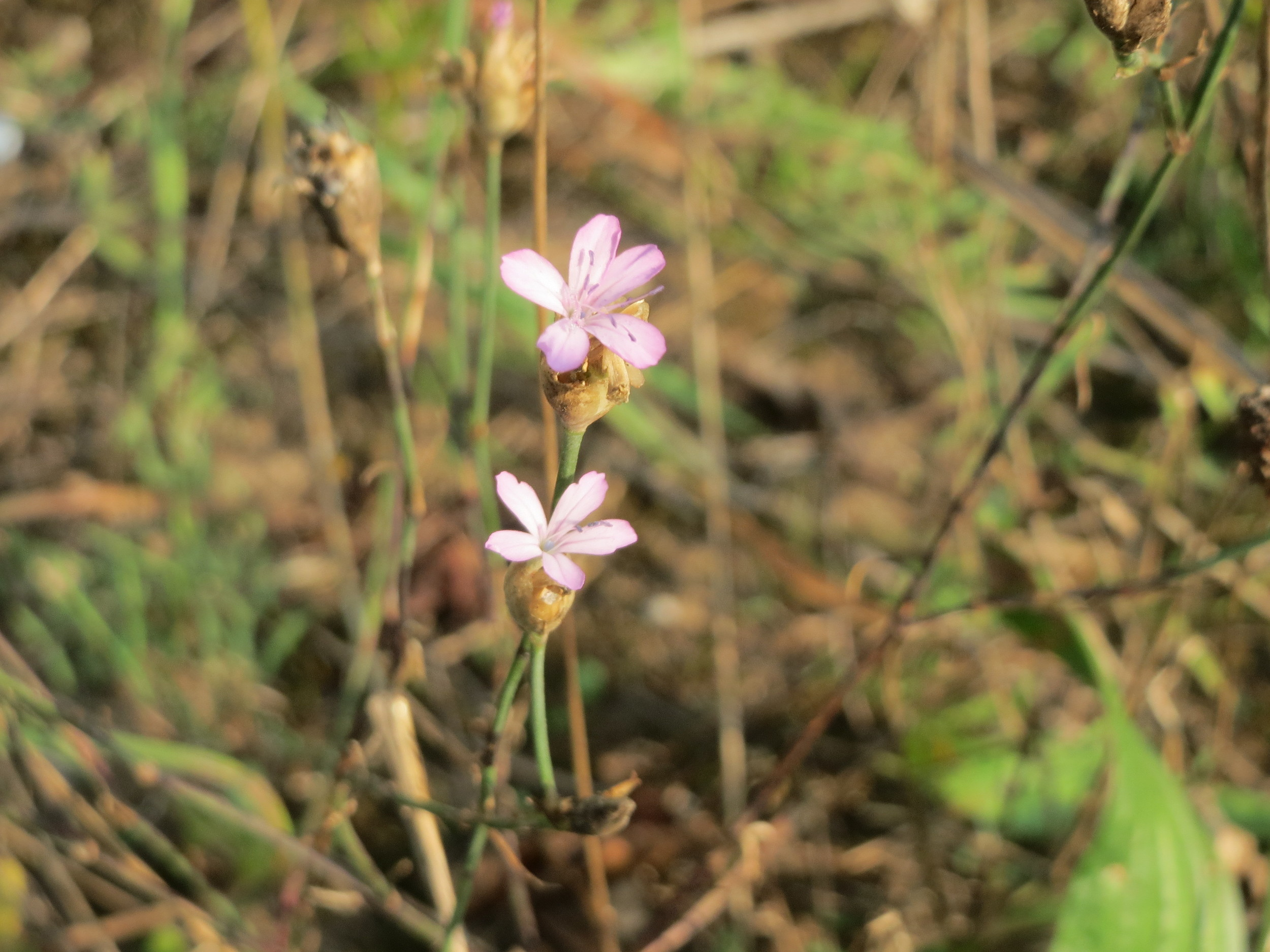
Petrorhagia prolifera
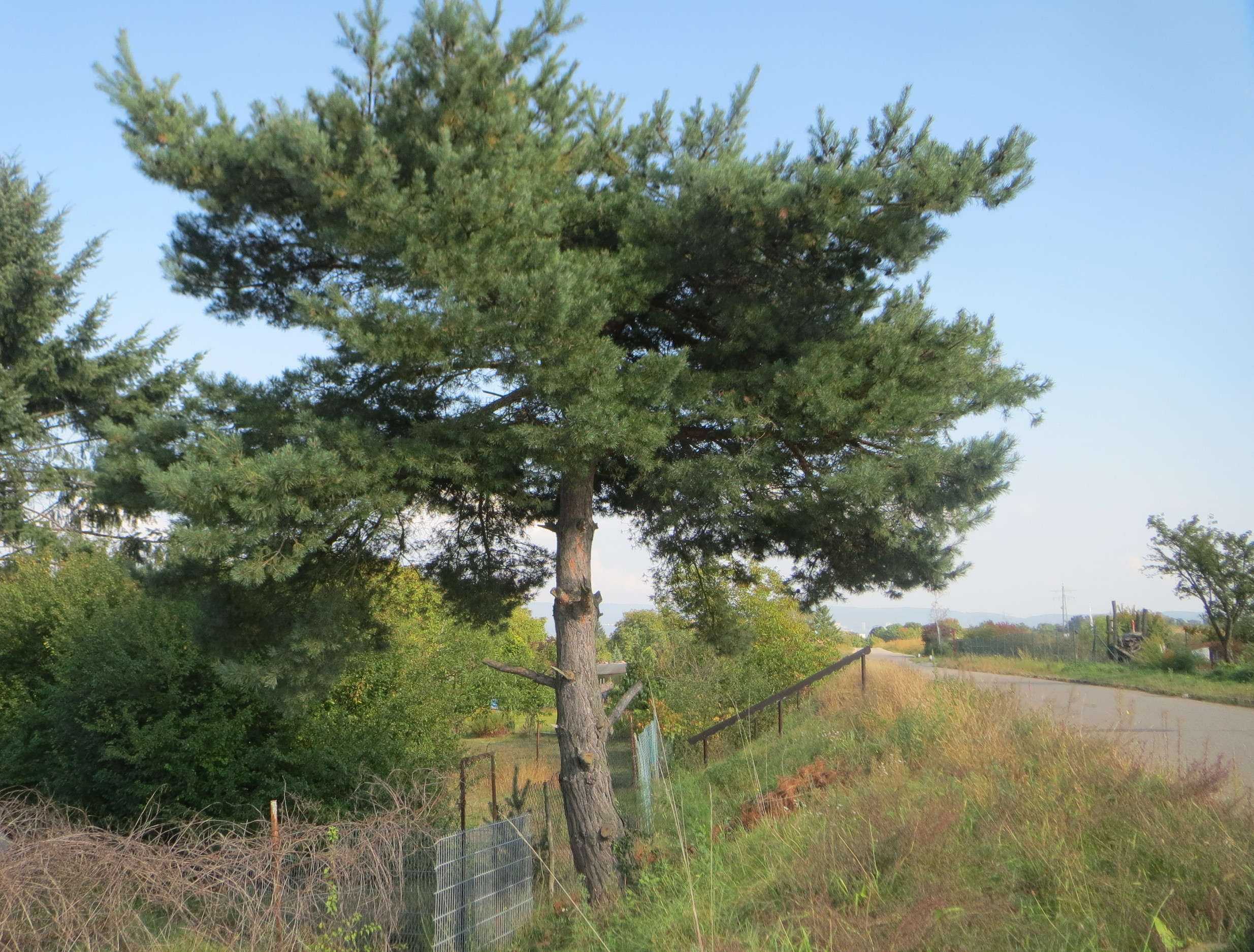
Pinus sylvestris
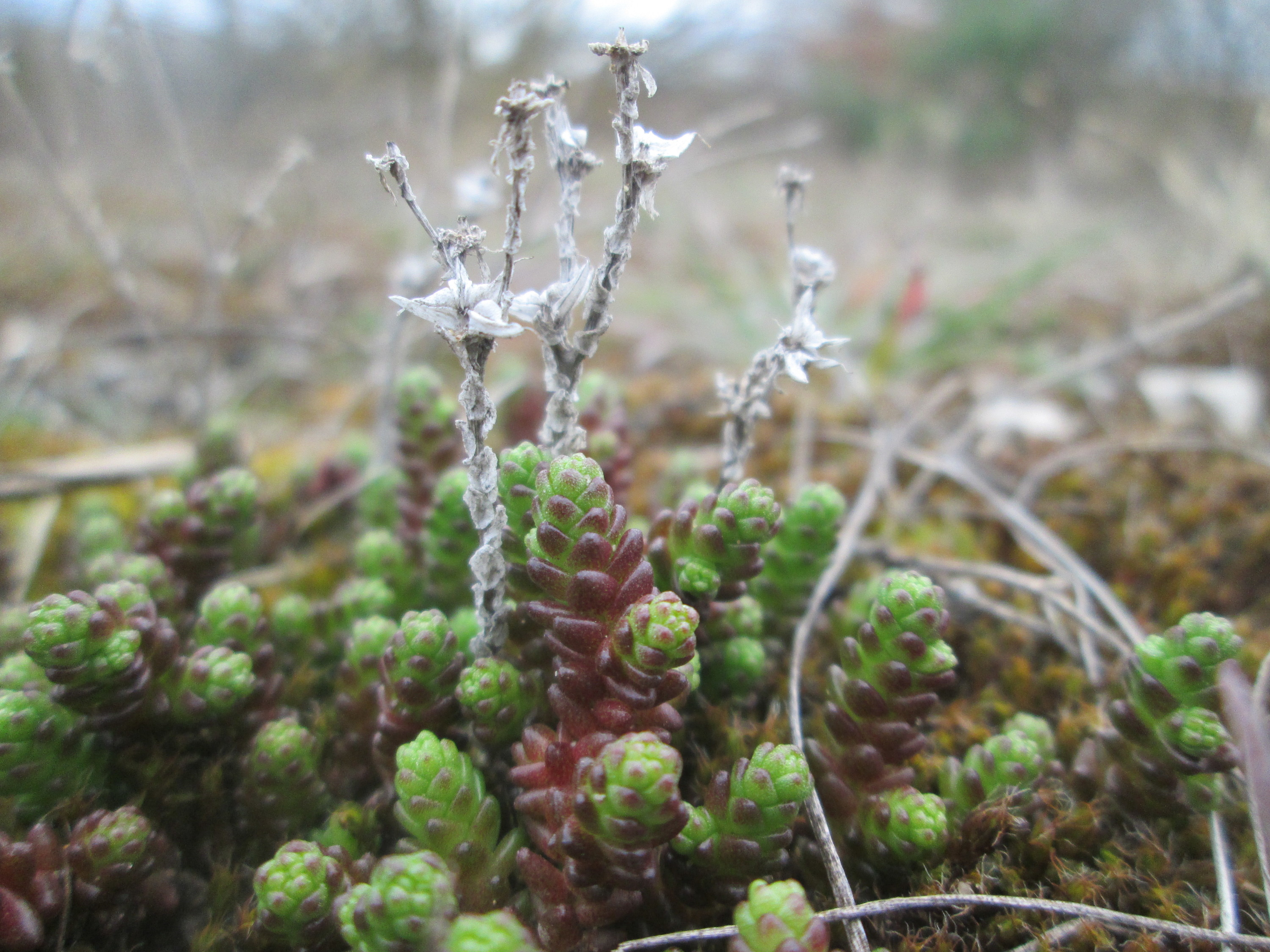
Sedum acre